# Эпе (община)
Эпе (нидерл.  Epe) — община в провинции Гелдерланд (Нидерланды).
В общине Эпе входят четыре деревни: Эпе (15 690 жителей), Вассен (12 655 жителей), Эмст (3225 жителей) и Уне (1605 жителей).

## География
Территория общины занимает 157,37 км². На 1 августа 2020 года в общине проживало 33 171 человек.

## История
Уже до начала христианской эры территория нынешней общины Эпе была заселена людьми. Здесь много доисторических находок и курганов нового каменного века (4000-1700 гг. до н. э.). Особенными в Нидерландах являются так называемые «кельтские поля» (доисторические поля квадратной формы, окруженные земляными стенами). Целый комплекс (около 76 га) этих полей находится недалеко от Вассена, вокруг Гортельзевега. Они восходят к железному веку.
Согласно Ван Беркелю и Самплониусу, среди прочих, топоним Epe происходит от раннегерманского или, возможно, даже догерманского слова *apa, что означает «водоток». Самый старый документ, содержащий название деревни «де Апе», датируется 1176 годом.
1 января 1812 года Вассен и Уне были выделены в отдельную общину Вассен. 1 января 1818 года эта община снова был распущена и объединена с Эпе.